# Mactra
Mactra là một chi lớn của động vật thân mềm hai mảnh vỏ ở biển trong họ Mactridae. Các loài Mactra thường có kích cỡ trung bình.

## Các loài
- Mactra chinensis Philippi, 1846
- Mactra glabrata Linnaeus, 1767
- Mactra glauca Sinh năm 1778
- Mactra grandis (Gmelin, 1791)
- Mactra guidoi Signorelli & F. Scarabino, 2010
- Mactra isabelleana d'Orbiginny, 1846
- Mactra lilacea Lamarck, 1818
- Mactra quadrangularis Reeve, 1854
- Mactra sauliana Grey, 1838
- Mactra stultorum ( Linnaeus, 1758 )
- Mactra veneriformis (シオフキガイ, shiofukigai trong tiếng Nhật; 동죽 조개 trong tiếng Hàn)

Các loài được đưa vào đồng nghĩa

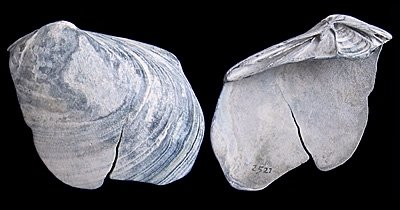
Mactra glauca

- Mactra acutissima Cosel, 1995 : đồng nghĩa của Scissodesma acutissima (Cosel, 1995)
- Mactra angolensis Cosel, 1995 : đồng nghĩa của Scissodesma angolensis (Cosel, 1995)
- Mactra discors Grey, 1873 : đồng nghĩa của Spisula discors (Grey, 1837)
- Mactra inconstants Cosel, 1995 : đồng nghĩa của Huberimactra inconstants (Cosel, 1995)
- Mactra micronitida Cosel, 1995 : đồng nghĩa của Scissodesma micronitida (Cosel, 1995)
- Mactra murchisoni Deshayes, 1854 : đồng nghĩa của Spisula murchisoni (Reeve, 1854)
- Mactra nitida Spengler, 1786 : đồng nghĩa của Scissodesma nitida (Gmelin, 1791)
- Mactra ordinaria (EASmith, 1898) : đồng nghĩa của Maorimactra ordinaria (EA Smith, 1898)
- Mactra ovata Wood, 1828 : đồng nghĩa của Paphies australis (Gmelin, 1791)
- Mactra rostrata Spengler, 1802 : đồng nghĩa của Barymactra rostrata (Spengler, 1802)
- Mactra silicula Reeve, 1854 : đồng nghĩa của Mactrotoma compressa (Spengler, 1802)
- Mactra tristis (Reeve, 1854) : đồng nghĩa của Cyclomactra tristis (Reeve, 1854)
- Mactra vitrea Grey, 1837 : đồng nghĩa của Huberimactra grayi (M. Huber, 2015)